# Корнилій (Попов)
Корни́лій Попо́в (в миру Костянтин Попов; 19 серпня 1874, село Нікольське, Грязовецький повіт, Вологодська губернія - 27 жовтня 1966, Нижній Новгород) — єпископ Сумський і Охтирський, вікарій Харківської єпархії, єпископ РПЦ Московського патріархату.

## Біографія
Народився 7 серпня 1874 року в селі Нікольське-Напєньє Грязовецького повіту Вологодської губернії в сім'ї чиновника поліції.
У 1889 році закінчив Нікольське духовне училище. У 1895 році закінчив Вологодську духовну семінарію та призначений псаломщиком при церкві села Іревкове.
У 1896 році був висвячений на священика і призначений протирозкольницьким місіонером і спостерігачем церковних шкіл Пермського повіту.
У 1897 році овдовів.
У 1902 році вступив, а в 1906 році закінчив Казанську духовну академію зі ступенем кандидата богослов'я. Призначений на посаду Ярославського місіонера.
12 вересня 1909 архієпископом Ярославським Тихоном Беллавіним пострижений у чернецтво з ім'ям Корнилій в честь преподобного Корнилія Комельского, залишений на посаді єпархіального місіонера.
27 вересня 1912 возведений у сан архімандрита, а в 1913 році за сумісництвом призначений настоятелем Троїцько-Варницького Ростовського монастиря Ярославської єпархії.
У 1913-1914 роки слухав лекції в Ярославському відділенні Археологічного інституту.
25 травня 1915 року затверджений Святійшим Синодом на посаді єпископа Рибінського, вікарія Ярославської єпархії, залишений настоятелем Афанасіївського монастиря в Ярославлі. Єпископська хіротонія відбулася 5 липня.
31 січня 1920 року одержав титул єпископа Романовського, вікарія Ярославської єпархії.
15 лютого 1921 Патріарх Тихон призначив його єпископом Сумським, вікарієм Харківської єпархії.

### Кар'єра вобновленстві
У вересні 1922 року ухилився в обновленський розкол. При переході в обновленський розкол склав із себе чернецтво 7 вересня 1922 постановою обновленського ВЦУ були зняті монаші обіти. Коли дізнався, що обновленці визнають і єпископів-монахів, офіційно відмовився від своєї заяви.
З 19 вересня 1922 роки (фактично з 1923 року) по 1 серпня 1923 року - обновленський єпископ Вологодський.
24 січня 1923 возведений обновленцями в сан архієпископа.
6 травня 1923 року взяв участь у «єпископській хіротонії» Олександра Введенського.
Був учасником обновленського «Всеросійського Помісного Собору» 1923 року, на якому підписав незаконну постанову Собору про позбавлення сану і чернецтва Святійшого Патріарха Тихона.
З 23 січня 1924 року - обновленський архієпископ Ярославський.
З 10 квітня 1925 року - обновленський архієпископ Саратовський.
З 1 вересня 1925 року - обновленський митрополит Свердловський і Уральської області з місцеперебуванням у Свердловську. Учасник обновленського «III Всеросійського Помісного Собору» (жовтень 1925 року); обраний членом обновленського Священного Синоду.
З 22 вересня 1926 року - обновленський  митрополит Воронезький і всієї Центральної Чорноземної області.
У 1927 році, будучи в обновленстві, робив заклики до пастви про відмову від обновленства, але сам залишився в розколі.
2 жовтня 1928 року був присутній на засіданні пленуму обновленського Синоду.
У 1935 році заарештований, засуджений до п'яти років виправно-трудових таборів. 21 червня 1935 року указом обновленського першоієрарха митрополита Віталія Введенського звільнений на спокій. Звільнений у 1940 році.
У березні 1942 року указом першоієрарха митрополита Олександра Введенського призначений митрополитом Воронезьким і Задонським.
У тому ж році указом Олександра Введенського призначений митрополитом Ярославським і Костромським.

## Єпископ, архієпископ, митрополит Московської Патріархії
4 грудня 1943 року, після принесення покаяння, прийнятий в спілкування з Московською Патріархією в сані єпископа і 8 грудня того ж року призначений єпископом Сумським і Охтирським. Після нової московсько-большевицької окупації міста Суми негайно призначений туди єпископом Сумським за клопотанням органів МДБ СРСР.
У лютому 1945 року возведений у сан архієпископа за архіпастирські праці та патріотичну діяльність.
24 квітня 1945 року призначений архієпископом Віленський і Литовським.
У 1945-1947 роках керував Ризькою єпархією.
Насамперед владика взявся за відновлення Свято-Духівського Собору Віленського монастиря. Домігся повернення мощей Віленських мучеників.
У 1946 році до дня 50-річного ювілею служіння в священному сані нагороджений правом носіння хреста на клобуці.
З 18 листопада 1948 року - архієпископ Нижегородський і Арзамаський.
25 лютого 1955 нагороджений саном митрополита.
14 серпня 1961 року пішов на спокій через хворобу. Проживав у Нижньому Новгороді.
Помер 27 жовтня 1966 року в Нижньому Новгороді. Був похований згідно із заповітом в кам'яній капличці на цвинтарі Троїце-Високівської церкви, яка служила з кінця 1941 року кафедральним собором.

## Твори
- «Творения блаж. Иеронима в борьбе с расколом». (Кандидатское сочинение). «Православный собеседник» 1907, январь, с. 19 (отчет).
- Обращение Корнилия, митрополита Воронежского и Задонского, к Воронежской пастве. «Вестник Свящ. Синода Пр. Р. Ц.» 1927, № 3 с. 20-24.